# (5370) Taranis

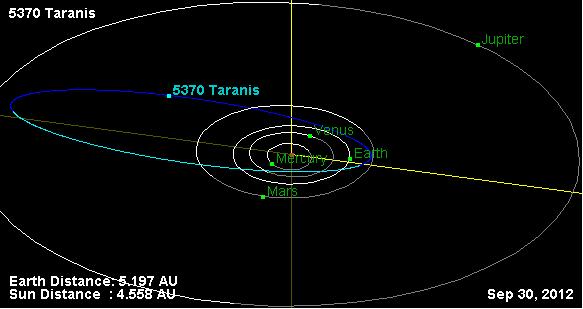
Calcul de la tractoire de Taranis (en bleu).

(5370) Taranis est un astéroïde Amor découvert le 2 septembre 1986 par Alain Maury. Il a été ainsi baptisé en référence à Taranis, divinité de la mythologie celtique gauloise.